# Хавијер Мартинез (атлетичар)
Хавијер Мартинез (шп. Javier Martínez; Барселона, 1. јануар 1953) бивши је шпански атлетичар који са специјализовао за спринтерске дисциплине, Учесних је олимпијских игара и Европских првенствима у дворани и на отвореном,

## Значајнија такмичења
- Летње олимпијске игре 1976. у Монтреалу — штафета 4 х 199 м[1]
- Европско првенство на отвореном 1974. у Риму — 100 м [2]
- Европско првенство у дворани 1975. у Катовицама — 60 м [3]

Првак Шпаније на 100 метара био је 3 пута:1976, 1980, 1992, а на 200 метара једном 1981.